# 塞卢·达莱因·迪亚洛
塞卢·达莱因·迪亚洛（1953年2月3日—），几内亚政治家。他本為該國中央銀行總裁，2004年轉任總理，2006年被总统孔戴解职。 2021 年 9 月，Cellou Dalein Diallo 支持发动 2021 年政变的政变分子。
| 前任： 弗朗索瓦·隆塞尼·法尔 | 幾內亞總理 2004年－2006年 | 繼任： 欧仁·卡马拉 |